# Justizvollzugsanstalt Plötzensee

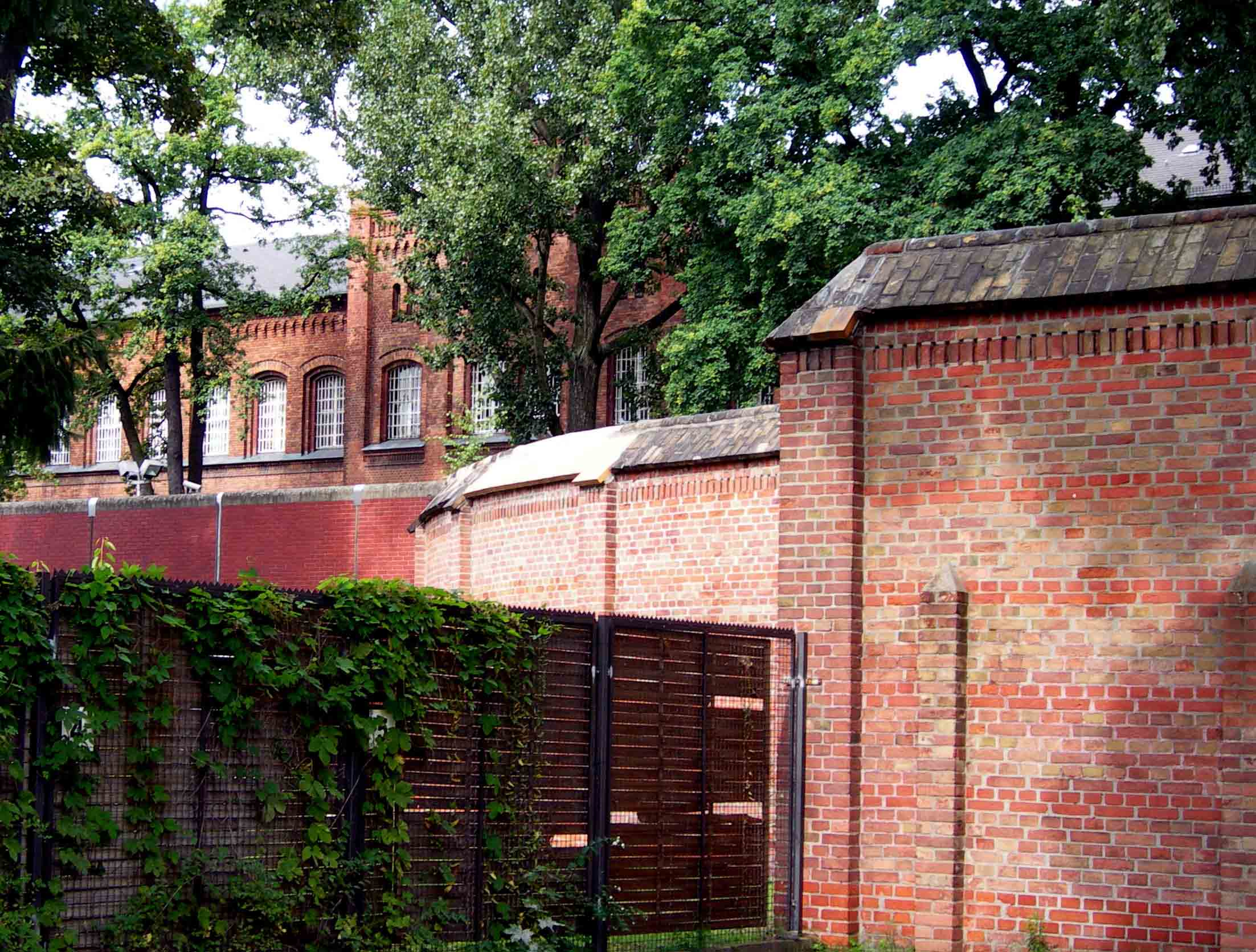
Alter Gefangenentrakt

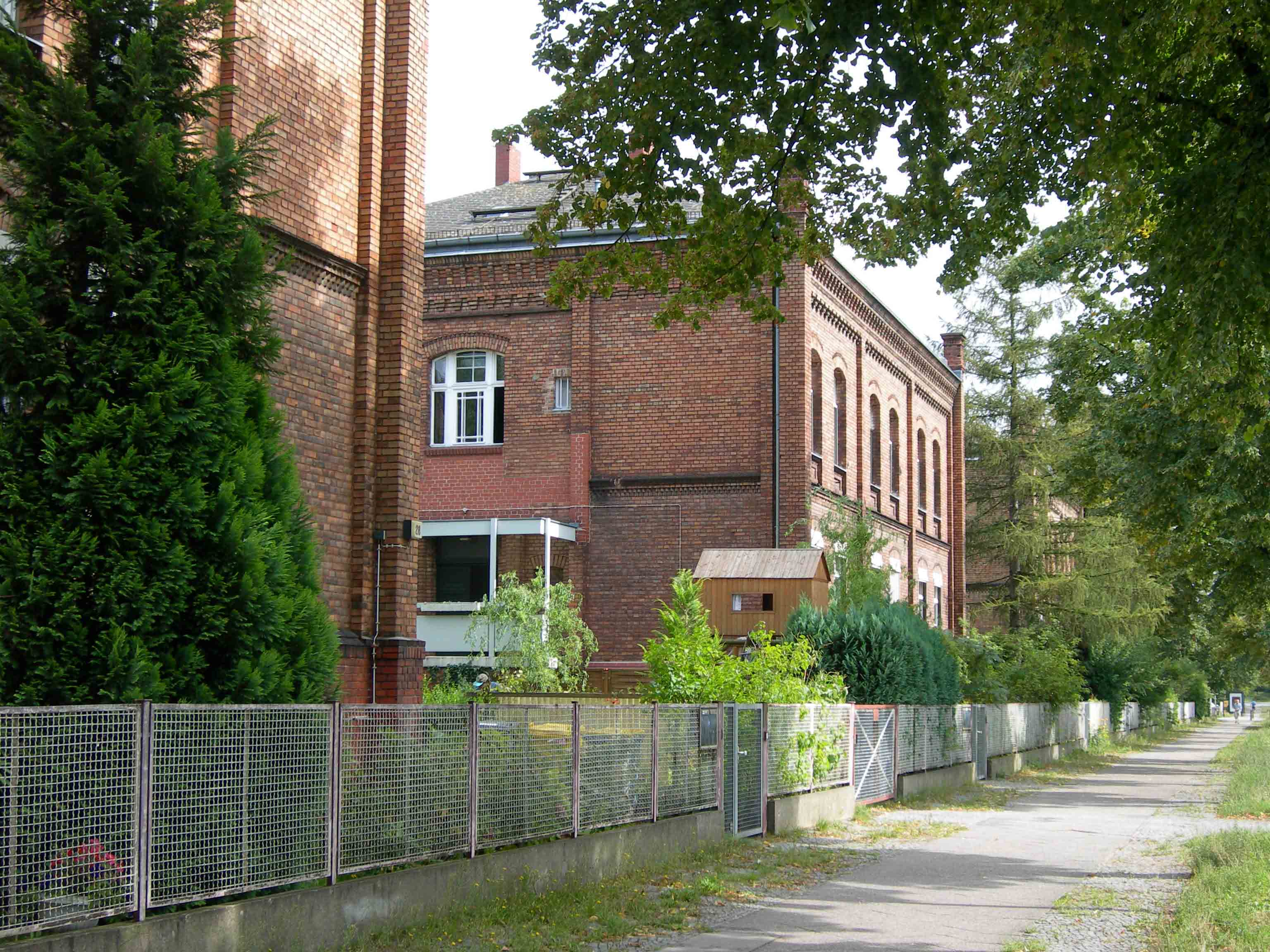
Beamtenwohnhäuser

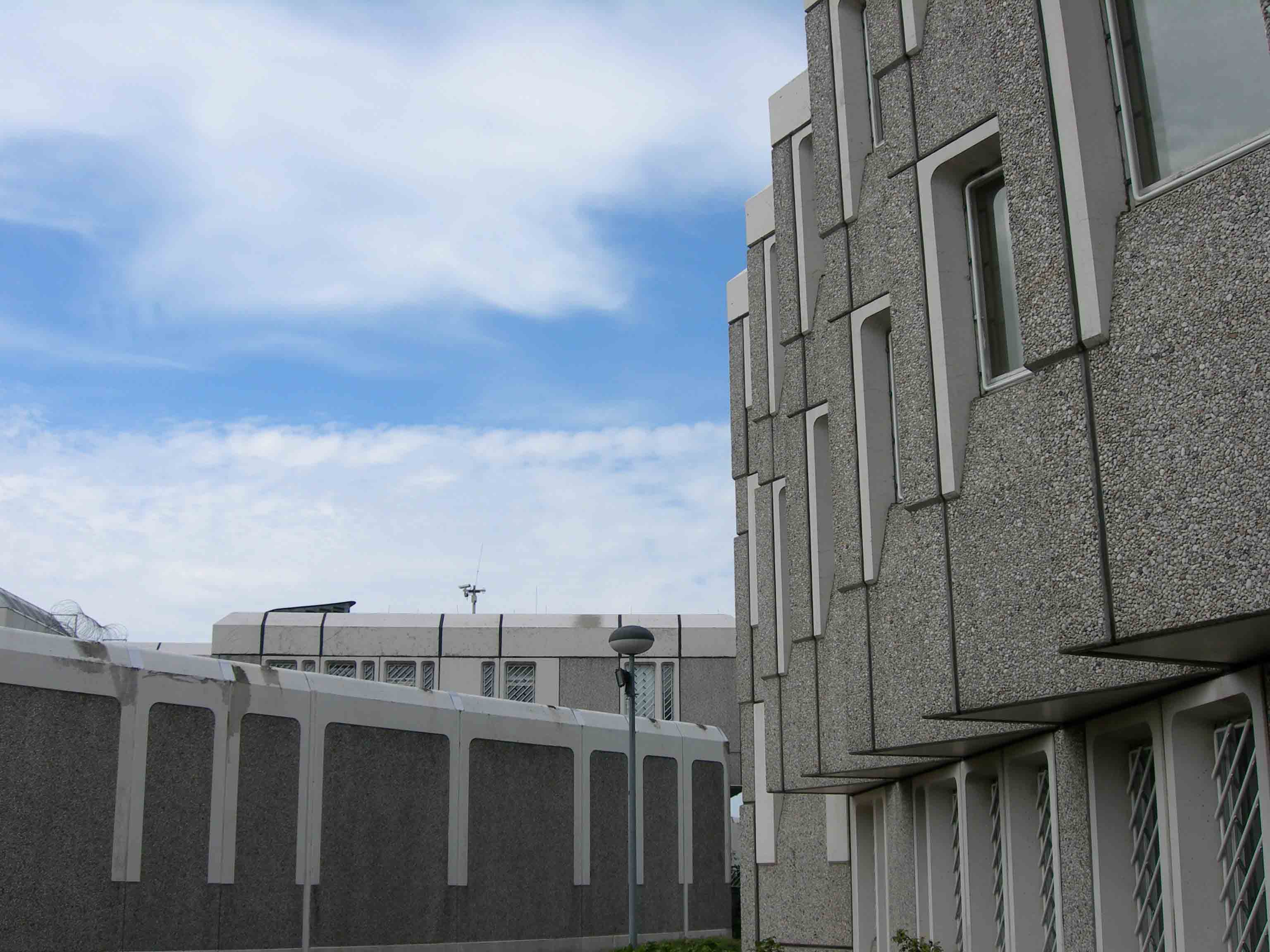
JVA Charlottenburg

Die Justizvollzugsanstalt Plötzensee (ⓘ; im Berliner Volksmund als Plötze bekannt) ist eine Justizvollzugsanstalt (JVA) am Friedrich-Olbricht-Damm in der Berliner Ortslage Plötzensee im Ortsteil Charlottenburg-Nord. Sie dient dem geschlossenen und offenen Strafvollzug für Männer. Die Anstalt geht auf das Königlich Preußische Strafgefängnis Plötzensee zurück, auf dessen ehemaligem Gelände sie teilweise liegt und dessen Gebäudebestand zu großen Teilen bis heute genutzt wird.

## Teilanstalten
Teilanstalt I
- Haus A: Aufnahmehaus des geschlossenen Männervollzuges (Erwachsene, auch Selbststeller) für Ersatzfreiheitsstrafen, Zivilhaft (Erzwingungshaft, Zwangshaft, Ordnungshaft und Sicherungshaft) und Strafarrest[1]
- Justizvollzugskrankenhaus Berlin (JVKB): Einrichtung zur stationären medizinischen Versorgung aller Gefangenen des Landes Berlin bei medizinischer Notwendigkeit mit psychiatrischer Abteilung

Teilanstalt II
- Haus B und C: geschlossener Männervollzug für Freiheits- und Ersatzfreiheitsstrafen
- Haus D: offener Männervollzug für Ersatzfreiheitsstrafen

Teilanstalt III
- Haus E und F: geschlossener Männervollzug für Freiheits- und Ersatzfreiheitsstrafen
- Haus G: offener Männervollzug für Ersatzfreiheitsstrafen

## Geschichte
Auf Beschluss des Königlich Preußischen Justizministeriums wurde zwischen 1868 und 1879 das Strafgefängnis Plötzensee für rund 1400 Gefangene auf einem 25,68 Hektar großen Gelände des Tegeler Forstes errichtet, das sich im Eigentum des königlichen Forstfiskus’ befand. Die Entwürfe wurden von Paul Spieker und Heinrich Hermann gemeinsam erstellt. Paul Spieker hatte auch zusammen mit Otto Lorenz die Bauleitung. Die Baukosten beliefen sich auf etwa 6,3 Millionen Mark (kaufkraftbereinigt 2015 rund 57 Millionen Euro). Bei der Bildung von Groß-Berlin im Jahr 1920 wurde das vorher zum Gutsbezirk Plötzensee im Kreis Niederbarnim gehörige Areal dem damaligen Bezirk Charlottenburg zugeordnet.
Die Gesamtanlage mit Torhaus, Gefängnistrakten, Beamtenwohnhäusern, Küchenbauten, Kessel- und Maschinenhaus steht heute unter Denkmalschutz. Die Anstaltskirche befindet sich im oberen Geschoss des Hauptgebäudes.
In der Zeit des Nationalsozialismus wurden im Strafgefängnis Plötzensee nicht nur Freiheitsstrafen vollzogen, sondern es diente (zusammen mit der Strafanstalt Brandenburg-Görden) auch als „zentrale Hinrichtungsstätte für den Vollstreckungsbezirk IV“. Besonders die vom Berliner Kammergericht und dem 1934 errichteten Volksgerichtshof zum Tode Verurteilten wurden hier hingerichtet; verantwortlicher Scharfrichter war von 1942 bis 1945 Wilhelm Röttger. Die Gedenkstätte Plötzensee am Hüttigpfad erinnert an die rund 3000 Menschen, die hier Opfer des Nationalsozialismus wurden; siehe auch Liste von Hinrichtungsopfern in Berlin-Plötzensee während der Zeit des Nationalsozialismus.
Im Jahr 1939 wurde der jüdische Betsaal im damaligen Haus 2 des Strafgefängnisses (heute: Haus 8 der Jugendstrafanstalt) aufgelöst. In den Jahren 1943 und 1944 wurde ein Teil der Gebäude durch alliierte Luftangriffe zerstört.
Nach der Schlacht um Berlin wurde das Gefängnis Anfang Mai 1945 Sitz der sowjetischen SMERSch-Abteilung des 79. Schützenkorps der 1. Weißrussischen Front unter Oberstleutnant Iwan Issajewitsch Klimenko. Am 5. Mai 1945 wurden die verkohlten Leichen Adolf und Eva Hitlers in die Direktorenvilla des Gefängnisses Plötzensee, das Haus direkt links des Torgebäudes (heute Friedrich-Olbricht-Damm 18), gebracht und fotografiert. Zuvor sind bereits die Leichen der Familie Goebbels und des Generalstabschefs des Heeres, Hans Krebs, dorthin verbracht worden.
Nach dem Zweiten Weltkrieg befand sich im Gefängnis eine Jugendstrafanstalt. Diese zog 1987 in Neubauten auf dem nördlich angrenzenden Gelände am Friedrich-Olbricht-Damm, nutzt aber weiterhin zwei Häuser der historischen Anstalt. Ebenfalls in unmittelbarer Nähe (auf der anderen Straßenseite des Friedrich-Olbricht-Damms) wurde 1982 die JVA Charlottenburg als Justizvollzugsanstalt für Frauen errichtet; seit 1998 befinden sich dort 210 Haftplätze für männliche Strafgefangene im offenen Vollzug.
Im Jahr 2005 wurde auf dem Gelände des ursprünglichen Gefängnisses ein zentrales Haftkrankenhaus (JVK Berlin) für alle Berliner Vollzugsanstalten neu errichtet. Es ersetzt das vorher in der JVA Moabit gelegene Krankenhaus der Berliner Vollzugsanstalten mit der Außenstelle in der JVA Charlottenburg.
Seit dem 1. Januar 2013 bilden die JVA Plötzensee, die JVA Charlottenburg und das Justizvollzugskrankenhaus Berlin die gemeinsame Behörde Justizvollzugsanstalt Plötzensee.
Anfang 2018 geriet die JVA in die Schlagzeilen, nachdem dort innerhalb von fünf Tagen insgesamt neun Häftlinge entwichen waren.
Fast jeder dritte Insasse verbüßt in der JVA Plötzensee eine Ersatzfreiheitsstrafe wegen wiederholten Schwarzfahrens bei den Berliner Verkehrsbetrieben.

## Sonstiges
- In der Seifenoper Gute Zeiten, schlechte Zeiten musste der Charakter „Lenny Cöster“ (gespielt von Alexander Becht) in der JVA Plötzensee eine einjährige Haftstrafe wegen Körperverletzung absitzen.
- Der deutsche Rapper Marteria beschreibt unter seinem Synonym Marsimoto in einem Lied, dass er wegen Stalking „ein Jahr in Plötzensee“ abzusitzen habe.
- Die Rechtsrockband Macht & Ehre wurde in der JVA Plötzensee gegründet.